# Nadie oyó gritar a Cecilio Fuentes
Nadie oyó gritar a Cecilio Fuentes és una pel·lícula en blanc i negre de l'Argentina dirigida per Fernando Siro segons el seu propi guió escrit en col·laboració amb Dalmiro Sáenz sobre el conte El mal necesario, de Dalmiro Sáenz que es va estrenar el 19 d'agost de 1965 i que va tenir com a protagonistes Fernando Siro, Walter Vidarte, Luis Medina Castro i Alberto Argibay. Va tenir el títol alternatiu de Nadie lo oyó gritar.
Per aquest film Fernando Siro va ser guardonat amb la Conquilla de Plata al Festival Internacional de Cinema de Sant Sebastià de 1965.

## Sinopsi
Un home va perdre una mà en ser atacat per una banda però la policia no troba testimonis del fet.

## Repartiment
- Fernando Siro …Inspector Saá
- Walter Vidarte …El mochila
- Luis Medina Castro …Cecilio Fuentes
- Alberto Argibay …El ciego
- Elena Cruz …Marcela
- Diana Maggi …Gloria
- Lautaro Murúa …Dr. Romay
- Ignacio Quirós …Hernán
- Laura Bove …Graciela
- Graciela Dufau …Ana
- Rodolfo Ranni
- Gloria García
- Zulma Grey
- Mario Savino
- Jorge Cano
- Amadeo Sáenz Valiente
- Francisco Rullán

## Comentaris
César Magrini va opinar:
| « | ”Amb major rigor intel·lectual, descartant elements gratuïts i les tremendes dosis de violència…el film hauria estat més homogeni i els seus valors es destacarien en una altra magnitud. De tota manera, hi ha en Siro. Indubtables dots de narrador, indubtable talent i inquietuds.” | » |

Jaime Potenze va escriure a La Prensa:
| « | ”Potser el principal mèrit en Siro està en la captació psicològica expressada a través d'imatges molt eloqüents…però el mèrit del director ha estat no quedar-se en aquests encerts, i procurar un dinamisme que capti l'interès de l'espectador, i el condueixi a través de la trama amb habilitat.” | » |

Per part seva, Manrupe i Portela escriuen:
| « | ”A mig camí entre el policial i el psicològic, amb una violència inusual per a l'època en què va ser filmada i amb inquietuds variessin la narració i el muntatge.” | » |